# Jędrzej Grobelny
Jędrzej Grobelny (ur. 28 czerwca 2001 w Poznaniu) – polski piłkarz, grający na pozycji bramkarza. Zawodnik Arki Gdynia.